# Erlet (Gemeinde Ulrichsberg)
Erlet ist eine Ortschaft in der Gemeinde Ulrichsberg im Bezirk Rohrbach in Oberösterreich.

## Geographie
Die Rotte Erlet befindet sich südöstlich des Gemeindehauptorts Ulrichsberg am linken Ufer der Großen Mühl. Die Ortschaft umfasst 16 Adressen (Stand: 1. April 2020). Sie liegt im Einzugsgebiet des Hintenberger Bachs. Erlet ist Teil der 22.302 Hektar großen Important Bird Area Böhmerwald und Mühltal.

## Geschichte
Das Gebiet von Erlet kam im Jahr 1264 durch eine Schenkung in den Besitz des Stifts Schlägl. Die Siedlung selbst entstand erst in späterer Zeit. Ein sich entzündendes Kindermotorrad verursachte am 25. Juli 2020 den Brand einer Garage im Ort.

## Kultur und Sehenswürdigkeiten

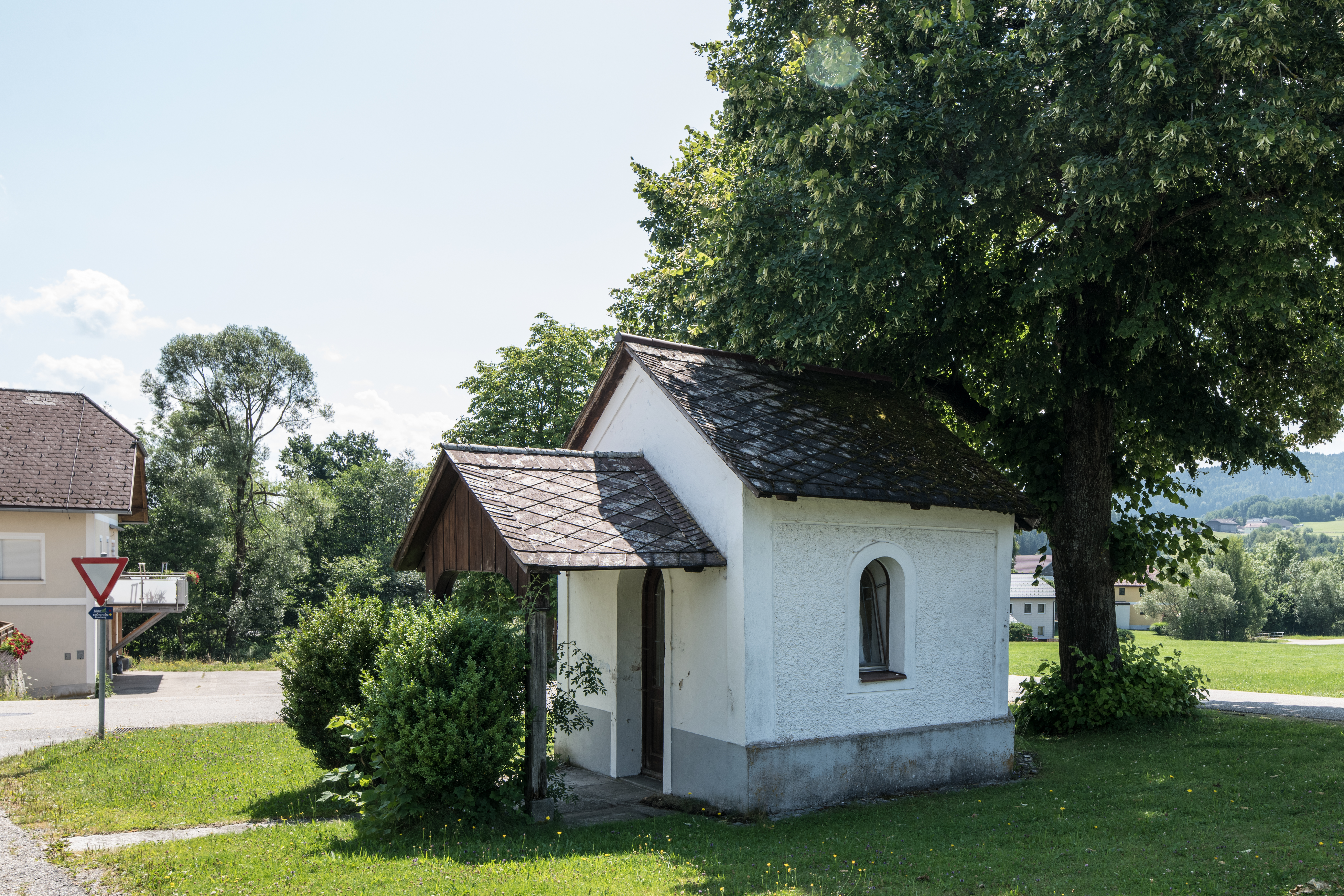
Reiterkapelle

Die Reiterkapelle in Erlet ist eine Mitte des 18. Jahrhunderts erbaute Nischenkapelle. Bei Erlet verläuft der Wanderweg W1, der über 25 km entlang der Großen Mühl von Klaffer am Hochficht nach Haslach an der Mühl führt.